# O Homem Perfeito
O Homem Perfeito es un filme brasileño que será lançando em 27 de septiembre de 2018, dirigido por Marcus Baldini.  
Protagonizado por Juliana Paiva, Luana Piovani, Marco Luque y Sérgio Guizé, entre otros, no elenco.

## Sinopsis
Diana (Luana Piovani), a los 42 años, es una mujer exitosa, con una carrera estructurada, culta y que mantiene un matrimonio feliz con su marido (Marco Luque). Al menos, es lo que ella piensa. hasta que descubre que su esposo le está traicionando con una joven aspirante a la bailarina, Mel (Juliana Paiva) de solamente 23 años.

## Elenco
| Ator/Atriz         | Personagem |
| ------------------ | ---------- |
| Juliana Paiva      | Mel        |
| Luana Piovani      | Diana      |
| Marco Luque        | Rodrigo    |
| Sérgio Guizé       | Caíque     |
| Dani Calabresa     | Paula      |
| Eduardo Sterblitch | Tuto       |

- Datos: Q51686327